# Dado de apostas

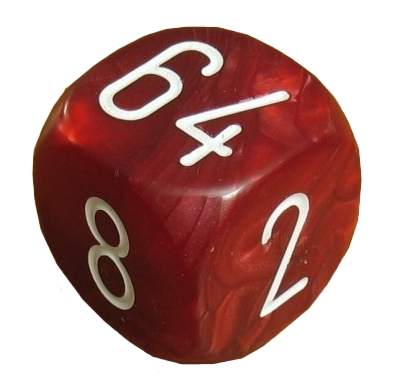
Exemplo de dado de apostas

Um dado de apostas (ou dado de double, ou dado de dobra, ou ainda cubo) é um acessório para o jogo de Gamão. Uma das introduções mais recentes do jogo, o dado de apostas deu origem a várias regras opcionais como a Regra de Jacoby e a Regra de Crawford. Consta que sua criação ocorreu na década de 1920 nos Estados Unidos ().
Embora muitas versões mais acessíveis do jogo não venham com dado de apostas, para disputas mais sérias (envolvendo apostas de dinheiro ou competições) o uso de um dado de apostas é esperado e praticamente obrigatório.
O dado de apostas não é lançado; sua finalidade é indicar a cada momento qual multiplicado está em efeito para o resultado final do jogo e qual dos dois jogadores pediu mais recentemente para aumentar a aposta. Se uma proposta de dobra é rejeitada, o jogo termina imediatamente, com a derrota do jogador que não aceitou a dobra.
Fisicamente, o dado de apostas é um dado comum de forma cúbica, com os números "2", "4", "8", "16", "32" e "64" inscritos em suas seis faces. No início do jogo o dado de apostas é colocado na metade da distância entre os dois jogadores e com o número "64" voltado para cima.

## Forma de uso
Se e quando um jogador acredita que está com a vantagem durante o jogo, pode optar por, ao chegar seu turno e antes de lançar os dados, dobrar, multiplicando por dois o resultado final do jogo em andamento.
O dado de apostas é então girado para que a face com o número "2" fique voltada para cima, mostrando que o jogo foi dobrado. O oponente tem de escolher entre aceitar a nova aposta ou desistir do jogo imediatamente.
A partir de então o direito de redobrar pertence exclusivamente ao jogador que mais recentemente aceitou a dobra neste jogo. Quando isso acontece, o cubo é girado para que a próxima potência de dois seja voltada para cima.
Em tese não há um limite para o número de dobras. Embora o maior número do dado de apostas seja 64, é possível apostar em 128, 256, 512, etc vezes o valor original do jogo.
Em jogos a dinheiro é permitido ao jogador a quem é oferecida a dobra bivar (do inglês beaver=castor) redobrando o valor do jogo e mantendo o dado de dobra.
O outro jogador, que inicialmente havia dobrado pode ainda racunar (do inglês racoon=guaxinim) ou seja dobrar a redobra, mas o dado permanecerá sempre com o jogador a quem foi inicialmente oferecida a dobra. Na primeira vez em que isto ocorrer num jogo o dado já estará em 8.
O termo racoon deve-se à semelhança do numeral 8 com o rosto do guaxinim que tem dois círculos em volta dos olhos.

### Regra de Jacoby
A regra de Jacoby exige que o dado de apostas tenha sido usado pelo menos uma vez durante o jogo para que derrotas por gamão ou triplo (backgammon), que valem respectivamente 2 e 3 vezes o valor do cubo, sejam computadas como tal. Do contrário, tornam-se derrotas normais valendo um único ponto.
O objetivo é acelerar o jogo, ao encorajar um jogador com uma dianteira forte a usar o dado de apostas (e possivelmente encerrar o jogo imediatamente) em vez de seguir até o fim para conseguir "Gamão" ou "Backgammon".
É uma regra muito popular nos jogos a dinheiro, mas não é usada em disputas de competição.

### Regra de Crawford
A Regra de Crawford foi feita para tornar os jogos de torneios mais justos para jogadores em vantagem; em partidas com número de pontos definido, o oponente de um jogador que esteja a um ponto da vitória não tem motivos para não dobrar; para ele, o resultado final é o mesmo quer haja dobra quer não haja.
Como compensação, a Regra de Crawford exige que, quando um jogador chegar a um único ponto de vencer a partida, nenhum dos dois jogadores possa usar o dado de apostas no jogo seguinte (chamado de Jogo de Crawford). Depois do jogo de Crawford o uso normal do dado de apostas é restaurado.

### Regra de Holland
Hoje em desuso devido à sua complexidade, a Regra de Holland estabelece que após o Jogo de Crawford só é possível dobrar após pelo menos dois lances de dados completados por cada jogador. É uma regra opcional para torneios, e foi muito popular na década de 1980. O nome é uma referência a seu proponente, Tim Holland.

### Regra de Jacoby
- «On-line Backgammon»

### Regra de Crawford
- «On-line Backgammon»

### Regra de Holland
- «On-line Backgammon»
- «Backgammon Galore»